# Alexander Alexandrijský
Alexandr Alexandrijský (? – 17. dubna 328 Alexandrie) byl v letech 313-328 alexandrijským biskupem. Koptská pravoslavná církev ho považuje za svého 19. papeže. Katolická i pravoslavná církev uctívá Alexandra jako světce. V katolické církvi se jeho svátek slaví 26. února, v pravoslavné církvi 22. dubna.
Alexandr se setkal během svého funkčního období patriarchy se třemi velkými výzvami. První z nich byl nástup schizmatické sekty vedené Erescentiem, která zpochybnila datum slavení Velikonoc. Alexandr potvrdil dosavadní výpočet dne svátku pocházející od Dionýsia Alexandrijského. Spor přesto neutichl a musel ho vyřešit až První nikajský koncil. Alexander na něm uspěl a až do dnešních dnů církev tak užívá tzv. alexandrijský výpočet svátku Velikonoc.
Druhým hlavním problémem byl spor s Meletiem z Lycopole, který již za alexandrijského biskupa Petra během Diokletianova pronásledování začal světit vlastní biskupy. Alexandr se meletiánské schizma snažil řešit smírem, dohoda ale byla komplikována po koncilu v Nikaii vzniklým spojenectvím meletiánl s ariány. Na sklonku života Alexandr snad povolil Meletiovi návrat do církve a uznal legitimitu jím vysvěcených biskupů.
Spor s Areiem byl pro církev nejzávažnější a nejdramatičtější a svolání Nikajského koncilu inicioval. Alexandrijský kněz Areios ve svém učení zpochybnil božství Ježíše. Spor propukl naplno v okamžiku, kdy Areios během jedné disputace obvinil Alexandra ze sabelianské hereze. Alexandr byl nejprve smířlivý, později se rozhodl svolat do Alexandrie synodu (tzv. synoda téměř sta biskupů). Areios si nakonec vyslechl odsuzující rozsudek a musel opustit Egypt. V biskupovi Eusebiovi z Nikomédie však našel vlivného spojence, v důsledku čehož se tzv. ariánský spor rozšířil prakticky po celým křesťanském Východě. Císař Konstantin I. Veliký pověřil svého poradce, biskupa Ossia z Córdoby, aby sjednal mezi Alexandrem a Areiem smír. Ossios navštívil Alexandrii, později se účastnil synody v Antiochii. Nakonec však musel Konstantin roku 325 kvůli tomuto sporu svolat první všeobecný církevní sněm do Nikaie (dnes Iznik na území Turecka). Během tohoto tzv. Prvního nikajského koncilu byl Alexandr jedním z nejvýznamnějších představitelů protiariánskeho stanoviska, koncilu se účastnil i jeho nástupce Athanasios. Koncilu nepředsedal (předsednictví se ujal snad Ossius z Cordóby). Podle většiny historiků se sám Areios koncilu nejspíše neúčastnil a hlavní útok byl veden na jeho zastánce Eusebia z Nikomédie. Koncil Areiovu nauku zavrhl (anatematizoval). Nicejské vyznání víry výslovně zmiňovalo, že Boží Syn je "soupodstatný" s Bohem Otcem, je tedy také Bohem. Pojem "soupodstatný" (homoúsios) navrhl nejspíše císař Konstantin, který se koncilu také účastnil a aktivně do něj zasahoval.
Z Alexandrových spisů se zachovaly jen tři listy: prvním je list biskupovi Alexandrovi z Byzantia, druhým dopis adresovaný všem katolickým biskupům (Epistula encyclica) a třetím list alexandrijskému kléru, ve kterém oficiálně oznamuje Ariovo odsouzení. Různé citáty a několik úryvků z jeho textů se nachází v dílech jeho nástupce Atanasia.